# Labrisomus dendriticus
Labrisomus dendriticus е вид лъчеперка от семейство Labrisomidae. Видът е световно застрашен, със статут Уязвим.

## Разпространение
Видът е разпространен на Галапагоските острови и на остров Малпело.